# Landskrona
Landskrona (schwedische Aussprache [lans ̌kruːna]); (deutsch veraltet Landskron, dänisch Landskrone) ist eine Hafen- und Industriestadt in der schwedischen Provinz Skåne län und der historischen Provinz Schonen, gelegen am Öresund zwischen Malmö und Helsingborg. Sie ist der Hauptort der gleichnamigen Gemeinde. Die dänische Hauptstadt Kopenhagen liegt etwa 25 km entfernt auf der gegenüberliegenden Seite des Öresunds.

## Geschichte

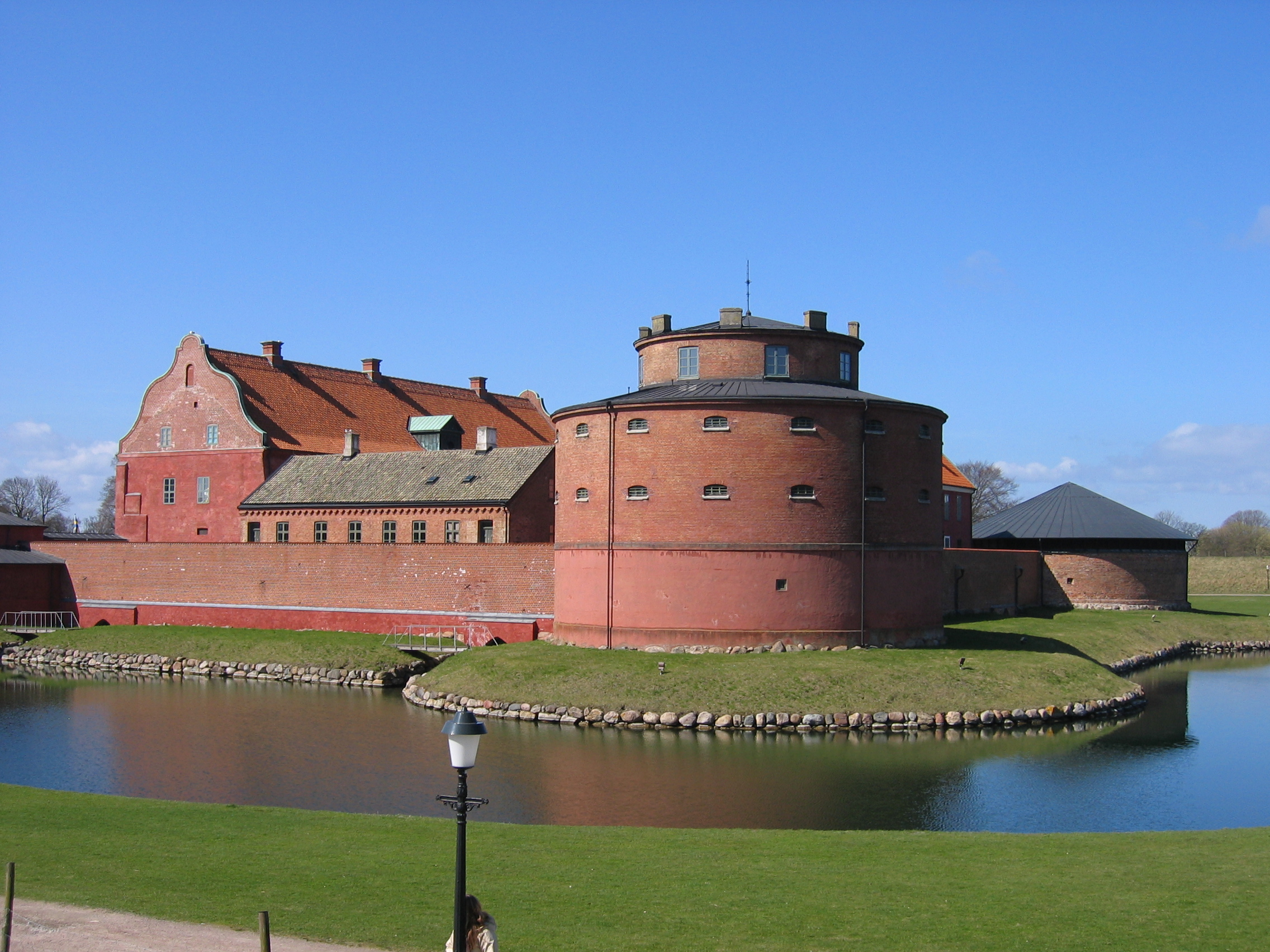
Die Zitadelle Landskrona

Unter dem Namen Landskrone wurden dem Ort 1413 die Stadtrechte vom König Erik VII. von Dänemark verliehen. Der Name („Landeskrone“) war Programm: Erik beabsichtigte, die neue Stadt zur Hauptstadt der seit 1389 in der Kalmarer Union vereinigten nordischen Länder zu machen. 1416 siedelte Erik nach Kopenhagen über und der Gedanke wurde aufgegeben.

## Sehenswürdigkeiten
Sehenswert sind die Zitadelle und das Landskrona-Museum mit Exponaten des örtlichen Handwerks und Schwedens erster Flugzeugfabrik.
Eine Skulptur der Schriftstellerin Selma Lagerlöf steht an der Promenade in Landskrona. Die Figur im langen Kleid blickt über den Öresund und erinnert an ihre Jahre dort als Volksschullehrerin (1885–1895).
Der Stadt vorgelagert liegt in etwa 4 km Entfernung die Insel Ven, die 1576 an den Astronomen Tycho Brahe belehnt wurde.

## Verkehr
Der öffentliche Personennahverkehr der Stadt wird durch Skånetrafiken durchgeführt; die Linie 3 wird mit Oberleitungsbussen betrieben (siehe Oberleitungsbus Landskrona). Nach Ven verkehren Fähren der Ventrafiken. Der kleine Flughafen Landskrona befindet sich 8 km nordöstlich der Stadt.

## Industrie und Umwelt
Landskrona gilt seit einigen Jahren in Kreisen von Naturschützern und Umweltexperten als Musterbeispiel für umweltfreundliche Betriebe.
Diesbezüglich ist die Stiftung TEM (Technology Environment Management) der Universität Lund hervorzuheben, welche einen entscheidenden Anstoß in Landskrona weg von der „nach- und entsorgenden“ Umwelttechnik, hin zur „vorsorgenden“ Umwelttechnik gab.

## Sport
Bekanntester Sportverein Landskronas ist der örtliche Fußballverein Landskrona BoIS.
1990 ging Landskrona als Austragungsort des EM-Qualifikationsspiels zwischen der färöischen Fußballnationalmannschaft und der Auswahl aus Österreich in die Fußballgeschichte ein, als die bis dahin unbekannte faröische Mannschaft unerwartet mit 1:0 siegreich vom Platz ging.

## Söhne und Töchter der Stadt
- Janet Ågren (* 1949), Schauspielerin
- Olle Anderberg (1919–2003), Ringer
- Joel Bengtsson (* 1999), Hürdenläufer
- Rasmus Bengtsson (* 1993), Eishockeyspieler
- Ruth Brandberg (1878–1944), Gartenarchitektin
- Richard Dahl (1933–2007), Leichtathlet
- Allvar Gullstrand (1862–1930), Mediziner und Nobelpreisträger
- Göran Hammarström (1922–2019), Sprachwissenschaftler und Romanist
- Marcus Johansson (* 1990), Eishockeyspieler
- Martin Kitel (* 1966), Boxer und Boxtrainer
- Rasmus Lindgren (* 1984), Fußballspieler
- Åge Lundström (1890–1975), Springreiter
- Siw Malmkvist (* 1936), Schlagersängerin
- Jonas Olsson (* 1983), Fußballspieler
- Jacob Ondrejka (* 2002), Fußballspieler
- Amanda Röntgen-Maier (1853–1894), Violinistin und Komponistin
- Jesper Svenbro (* 1944), Lyriker und Mitglied der Svenska Akademien
- Anna Troberg (* 1974), Politikerin